# Чокилтень
Чокилтень (рум. Ciocîlteni) — село в Оргіївському районі Молдови. Адміністративний центр однойменної комуни, до складу якої також входять села Клішова-Ноуе та Федореука.

## Населення
За даними перепису населення 2004 року у селі проживали 2287 осіб.
Національний склад населення села:
| Національність   | Кількість осіб | Відсоток    |
| ---------------- | -------------- | ----------- |
| молдавани румуни | 1949 286       | 85,2% 12,5% |
| цигани           | 28             | 1,2%        |
| росіяни          | 17             | 0,7%        |
| українці         | 6              | 0,3%        |
| гагаузи          | 1              | < 0,1%      |
| Всього           | 2287           | 100%        |